# لورا نيتزل
كانت لورا كونستانس نيتزل(ني بيستولكورس؛ 1 مارس 1839م- 10 فبراير 1927م) مُلحنة، عازفة بيانو، قائدة، مُنظمة سويدية فنلندية المولد، والتي استخدمت أحيانًا الاسم المستعار إن. لاغو ولدت في رانتاسالمي، فنلندا، وكانت فخورة بتراثها الفنلندي طوال حياتها، على الرغم من أنها كانت تبلغ من العمر عامًا واحدًا فقط؛ عندما انتقلت إلى ستوكهولم بشكل دائم. درست نيتزل البيانو مع موريتز جيسيكو، أنطون دور، والصوت مع يوليوس غونتر والتأليف مع فيلهلم هاينز في ستوكهولم شارل ماري ويدور في فرنسا.
كانت نيتزل نشطة في القضايا الاجتماعية، بما في ذلك دعم النساء والأطفال والعاملين الفقراء. في عام 1866م، تزوجت من الأستاذ فيلهلم نيتزل من معهد كارولنسكا. توفيت في ستوكهولم.

## الأعمال
أعمال مُختارة:
- ستابات ماتر، مرجع سابق. 45 (1890م)
- تشيلو سوناتا، مرجع سابق. 66 (1899م)
- بيانوتريو، مرجع سابق. 50
- بيانوتريو، مرجع سابق. 68
- بيانوتريو، مرجع سابق. 78

## استقبال
قام جمعية سافون للموسيقى؛ بتنفيذ مشروع؛ لنشر أعمال لورا نيتزل وملحنات غير معروفات. في أغسطس 2021م، نظموا مهرجان لورا نيتزل للموسيقى في رانتاسالمي؛ حيث تم تقديم أغانيها ومقطوعاتها الموسيقية وأعمالها الأوركسترالية في سلسلة من الحفلات الموسيقية. تضمنت العروض بيانو سوناتا إي فلات ميجور، أغنية (بلاد) سوبرانو وأوركسترا (Op. 35، العرض الأول في العالم)، وكونسيرتو البيانو إي الصغرى. تم عرض كونسيرتو البيانو لأول مرة في مهرجان ميكيلي للموسيقى عام 2020م.